# Austromir-91

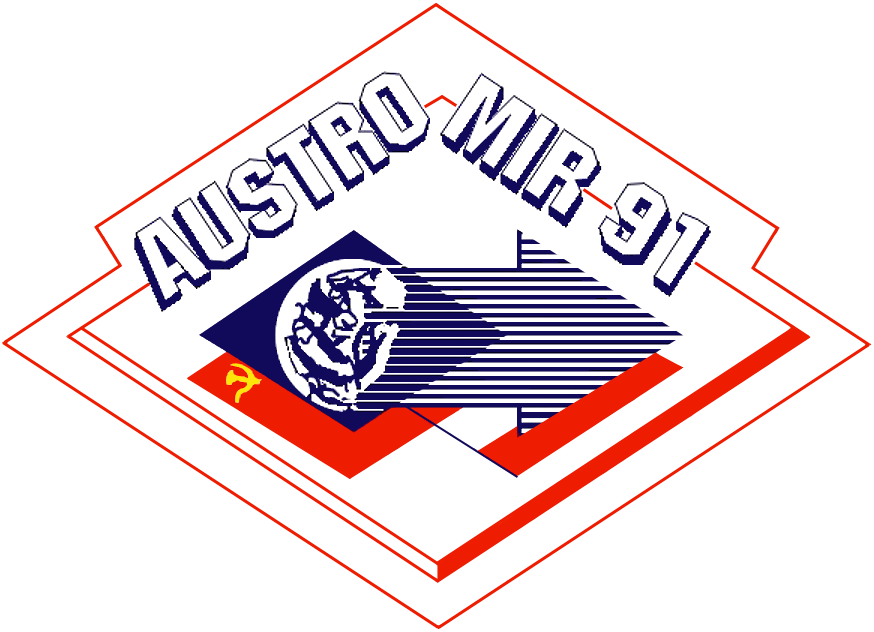
Insígnia da missão Soyuz TM-13 e símbolo oficial do programa Austromir-91.

Austromir-91 foi um projeto espacial conjunto entre os governos da Áustria e da extinta União Soviética, para uma missão de cosmonautas dos dois países à estação espacial Mir, a ser realizada em 1991. O programa previa a ida do primeiro austríaco ao espaço.
O Austromir teve inicio em julho de 1987, após a visita do presidente do Conselho de Ministros da URSS à Áustria, que levou a ideia de uma missão tripulada conjunta dos dois países para experiências na estação Mir, nos mesmos moldes do programa Intercosmos, iniciado uma década antes entre a URSS e os países de seu bloco de influência política. O acordo para a realização do projeto foi assinado em Moscou, em outubro de 1988.

## Seleção e treinamento
A escolha dos candidatos à cosmonauta se deu através de anúncios de jornal, que estipulava a condição mínima de que fossem perfeitamente aptos física e mentalmente, com no máximo 40 anos, pilotassem aviões, fossem austríacos de nacionalidade e tivessem qualificações científicas.
Duzentos homens e vinte mulheres responderam aos anúncios e tiveram que passar por várias etapas de testes físicos e mentais. Após dez árduas etapas de seleção, que incluíram saltos de paraquedas e privação de sono, prolongaram-se por meses e nas últimas etapas foram monitoradas por instrutores soviéticos, dois homens foram escolhidos para realizar o treinamento final na Cidade das Estrelas, em Moscou:  o engenheiro Franz Viehböck e o médico Clemens Lothaller, que foram enviados à URSS em janeiro de 1990.

## Viehböck no espaço
Após quase dois anos de curso da dupla no Centro de Treinamento de Cosmonautas Yuri Gagarin, Franz Viehböck foi escolhido pelos avaliadores do Roscosmos para ir ao espaço.
As 07:00 UTC de 2 de outubro de 1991, ele e os dois outros tripulantes da missão Soyuz TM-13, o soviético Aleksandr Volkov - comandante -  e o casaque Toktar Aubakirov - engenheiro de voo - foram lançados com sucesso do Cosmódromo de Baikonur, na presença de uma delegação do governo austríaco e de altos dignitários soviéticos. A nave acoplou-se à Mir dois dias mais tarde.
Durante os sete dias em órbita, a tripulação mista da Soyuz, junto com os já ocupantes anteriores da Mir,  realizou diversas experiências - várias delas da área médica -  projetadas por universidades e centros de pesquisa austríacos.
Viehböck retornou à Terra em 10 de outubro de 1991, na nave de reserva Soyuz TM-12, com o ex-ocupante da Mir, Anatoli Artsebarsky, e seu companheiro de TM-13 Aubakirov, pousando nas estepes do Casaquistão às 05:12 UTC, a cerca de 60 km de Arkalyk.

## Repercussão
Viehböck e seu reserva Clemens Lothaller voltaram à Áustria como heróis nacionais, sendo recebidos pelo presidente Kurt Waldheim e pelo governo do país, e Franz pôde conhecer a filha, Carina, nascida enquanto encontrava-se na Mir.
Os resultados das experiências feitas no espaço passaram às mãos da comunidade científica austríaca, para estudos que duraram meses.

## Referência
- Programa Austromir-91 (em inglês)